# Јелмсторф
Јелмсторф (њем. Jelmstorf) општина је у њемачкој савезној држави Доња Саксонија. Једно је од 29 општинских средишта округа Илцен. Према процјени из 2010. у општини је живјело 850 становника. Посједује регионалну шифру (AGS) 3360012.

## Географски и демографски подаци
Јелмсторф се налази у савезној држави Доња Саксонија у округу Илцен. Општина се налази на надморској висини од 44 метра. Површина општине износи 13,7 km². У самом мјесту је, према процјени из 2010. године, живјело 850 становника. Просјечна густина становништва износи 62 становника/km².